# ویت استودیو
ویت استودیو (به انگلیسی: WIT STUDIO, Inc.) یک استودیوی پویانمایی ژاپنی است که در تاریخ ۱ ژوئن ۲۰۱۲ توسط تهیه‌کنندگان استودیو پروداکشن آی. جی به عنوان زیرمجموعه ای از آی‌جی پورت تأسیس شد. دفتر مرکزی این شرکت در موساشینو، توکیو است. این استودیو بخاطر تولید سه فصل اول حمله به تایتان به شهرت رسید.

## تاریخچه
این استودیو توسط George Wada کارمند سابق پروداکشن آی. جی در سال ۲۰۱۲ تأسیس شد و یک سال بعد اولین تولیدات اصلی استودیو فیلم Hal و مجموعه تلویزیونی حمله به تایتان منتشر شد. پس از تأسیس، Tetsuya Nakatake به عنوان مدیر نمایندگی استودیو منصوب شد. چندین کارمند سابق پروداکشن آی. جی پس از تأسیس استودیو ویت به آن پیوستند، از جمله کارگردانان انیمیشن Kyōji Asano و Satoshi Kadowaki و کارگردان Tetsurō Araki، که همه با هم بر مجموعه حمله به تایتان کار کردند.
بودجه ویت استودیو با سرمایه‌گذاری اولیه ۳۰٬۰۰۰٬۰۰۰ ین ژاپن سرمایه از شرکت‌های آی‌جی پورت، Wada و Nakatake تأمین شد، که گزارش می‌شود به ترتیب ۶۶٫۶٪، ۲۱٫۶٪ و ۱۰٫۰٪ سهام در استودیو دارند.